# 科夫佩塔
科夫佩塔（羅馬化：Kovpyta）是烏克蘭北部切爾尼希夫州切爾尼希夫區米哈伊洛-科秋宾斯凯市镇的村落。始建於1712年，面積7.25平方公里，海拔高度123米，2001年人口1,417，人口密度每平方公里195.3人。